# Siewiller
Siewiller (deutsch Sieweiler) ist eine französische Gemeinde mit 379 Einwohnern (Stand 1. Januar 2021) im Département Bas-Rhin in der Region Grand Est (bis 2015 Elsass).

## Geschichte
Von 1871 bis zum Ende des Ersten Weltkrieges gehörte Sieweiler als Teil des Reichslandes Elsaß-Lothringen zum Deutschen Reich und war dem Kreis Zabern im Bezirk Unterelsaß zugeordnet.

### Bevölkerungsentwicklung
| Jahr      | 1910 | 1962 | 1968 | 1975 | 1982 | 1990 | 1999 | 2006 | 2017 |
| Einwohner | 496  | 422  | 456  | 460  | 473  | 455  | 391  | 411  | 386  |

## Persönlichkeiten
- Henri Alfred Bernardin Hoffmann (1909–1979), in Sieweiler geborener römisch-katholischer Bischof

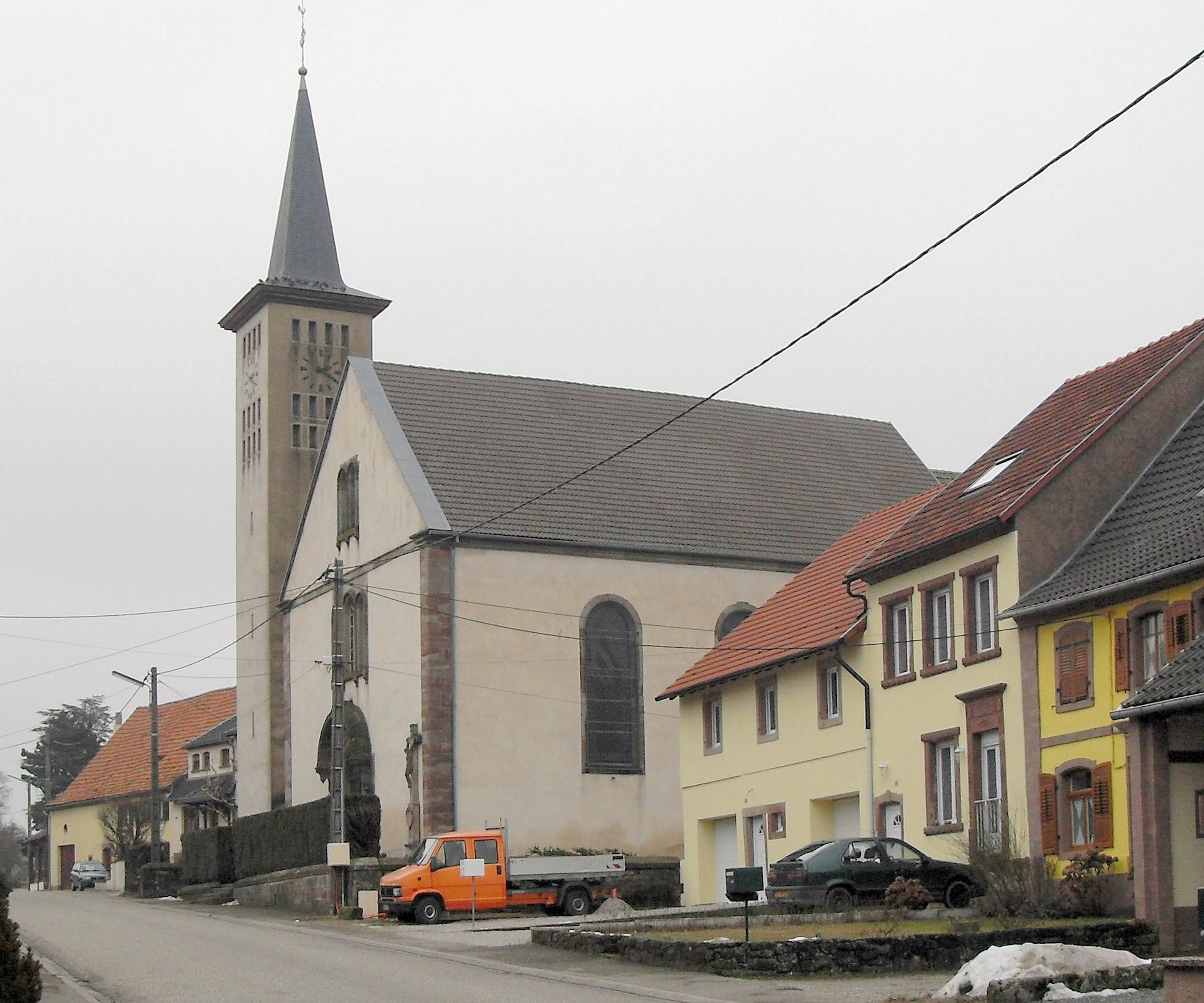
Kirche St. Dorothea
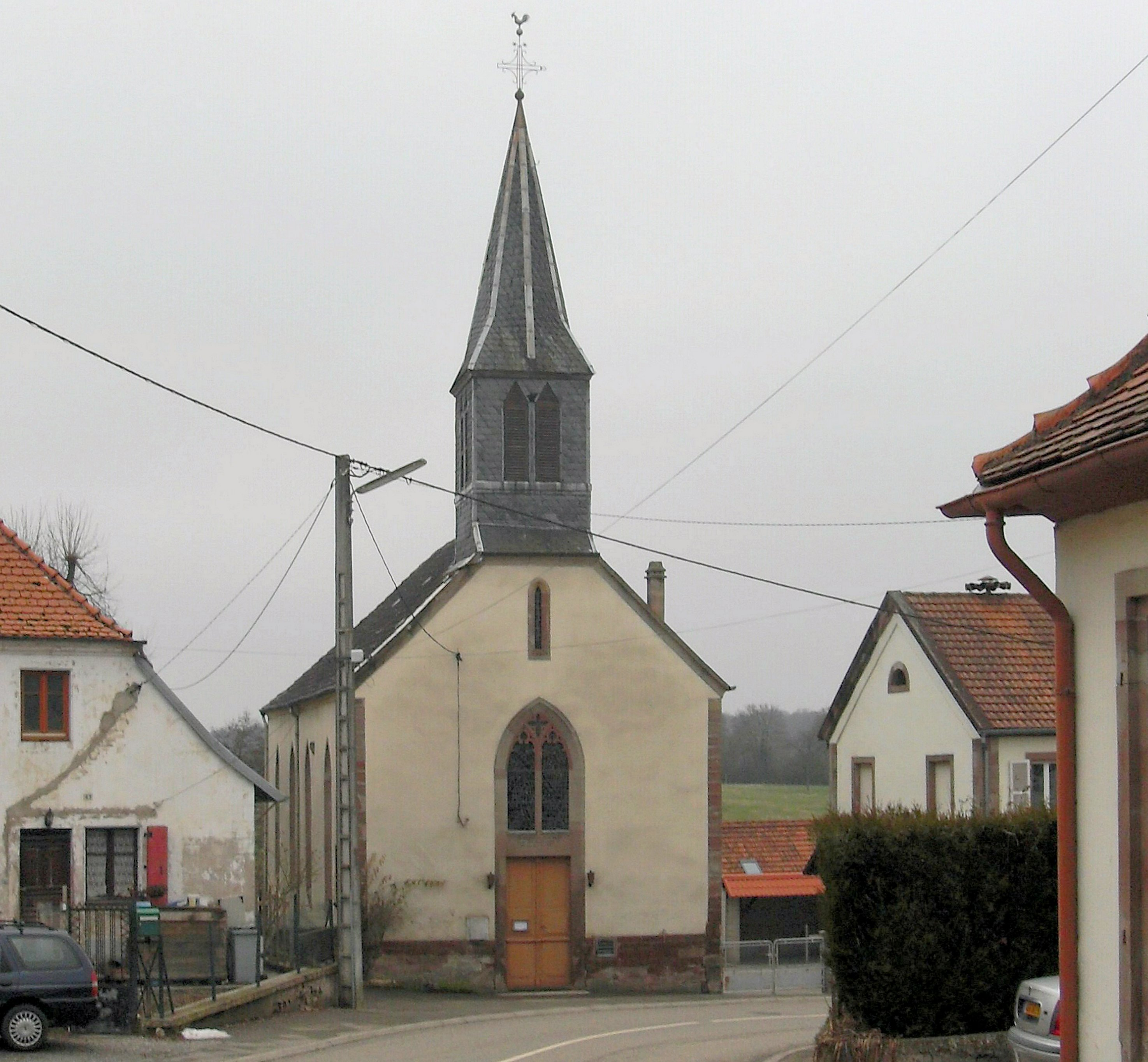
Lutherische Kirche (EPCAAL)